# Крица
35°09′25″ пн. ш. 25°38′40″ сх. д. / 35.156944° пн. ш. 25.644444° сх. д.
Крица (грец. Κριτσά) — одне з найдавніших і найбільш мальовничих селищ Криту. Крица побудована як амфітеатр на схилі гори Кастеллос, оточена маслиновими гаями, на висоті 375 м. Селище є частиною муніципалітету Айос-Ніколаос і ному Ласітіон. Впродовж середньовіччя воно було найбільшим селищем Криту. Крица була зруйнована багато разів останніми сторіччями через свою постійну участь у критських революціях. Воно розташоване за 10 км від Айос-Ніколаоса і має приблизно 2'200 мешканців, які проживають в різних околицях — Палемілос, Кукістрес, Крістос і Пергіолікія.

## Історія

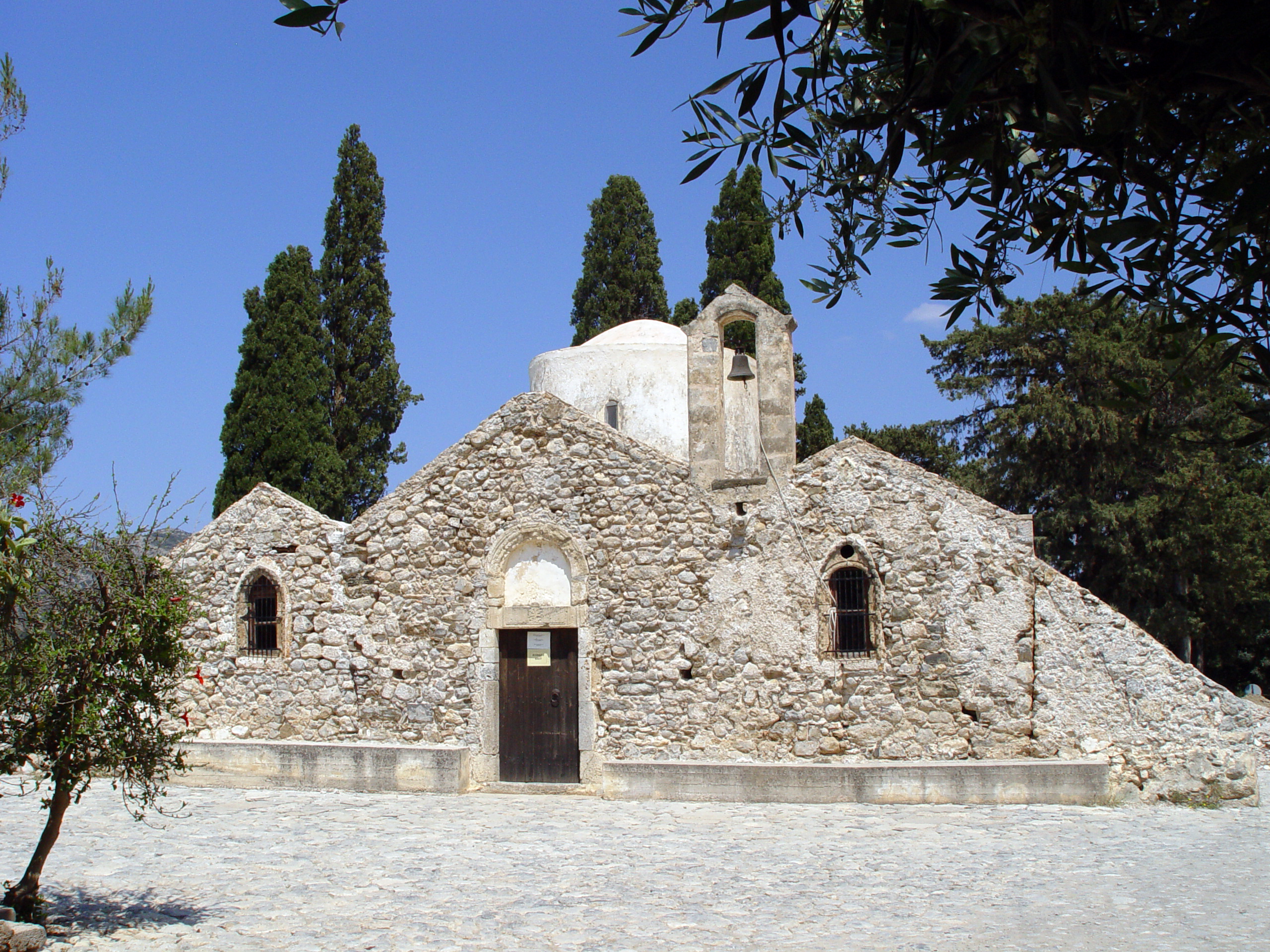
Панагіа-Кера в Криці

Крица має довгу історію, перші свідчення датовані 2-м століттям до н. е.. Неподалік селища, 3 км на північ, знаходяться руїни стародавнього міста Лато з двома акрополями, яке було одним з найпотужніших дорійських міст на Криті. Найстаріше поселення в районі Крици — Кастеллос, зараз заглиблене у схил гори, воно датоване 12-13 століттям до н. е. Припускається, що Лато було засноване після того як Кастеллос було спустошене. Перед входом до селища стоїть стара Візантійська церква з унікальними за технікою виконання фресками 13-14 сторіччя, це найбільша зі збережених візантійська церква Криту — Панагіа-Кера.

## Краєвиди та ремесла
Вузенькі вулички можуть бути відвідані туристами. Коли настає вечір і вмикаються вогні, Крица стає схожою на скорпіона. Старі критські звичаї і традиції досі живі тут. Вважається, що Крица найважливіший центр ткацького мистецтва на Криті. З Крици веде цікавий оглядовий підйом на плато, з якого відкриваються панорамні краєвиди затоки Мірабелло та Айос-Ніколаоса. Також неподалік від Крици знаходиться вузька ущелина.

## Цікаві факти
- Найдорожча у світі оливкова олія, а також перша у світі олія класу «люкс» — «Lambda», яка виготовляється в Криці[2]. Вартість пляшки такої олії від виробника становить $182[3].